# Рак, Павел Николаевич
Павел Николаевич Рак (23 августа 1910 — 30 июня 1944) — советский офицер, танкист, парторг роты 2-го танкового батальона 3-й гвардейской танковой бригады 3-го гвардейского танкового корпуса 5-й гвардейской танковой армии 3-го Белорусского фронта, гвардии лейтенант, Герой Советского Союза.

## Биография
Родился 23 августа 1910 года в селе Карпиловка (ныне Лубенского района Полтавской области).
Образование неполное среднее. Работал в колхозе конюхом, позднее был трактористом.
В дальнейшем, возглавил тракторную бригаду. Избирался председателем сельпо.
23 июня 1941 года, на второй день войны, записался в Красную Армию.
С 1941 года. Член ВКП(б). Окончил Саратовское танковое училище, участвовал в Сталинградской битве. Был командиром взвода, парторгом танковой роты. Принимал участие в форсировании Днепра, освобождении Смоленска и Беларуси.
29 июня 1944 года перед 2-м батальоном 3-й бригады 3-го гвардейского танкового корпуса (в составе которого находился танковый взвод Павла Рака) была поставлена задача захватить мосты через реки Сху и Березину и удержать их до подхода основных сил, обеспечив возможность переправы в занятый немецкими войсками город Борисов.
Мало кто знает, что первые Т-34-85 выпускались с 85-мм пушкой Д-5Т, стоявшей и на СУ-85. В просторной рубке самоходки она не создавала проблем своими габаритами, но в башне Т-34-85 с ней было так тесно, что в ней, как и в Т-34-76, не нашлось места для наводчика. Его обязанности снова выполнял командир, отчего его командирская башенка и была сдвинута вперёд. В итоге экипаж Т-34-85 с пушкой Д-5Т по-прежнему состоял из 4 человек. По воспоминаниям танкового аса Александра Феня, так же наступавшего на Минск, танки могли идти в бой с неполным экипажем. Особенно это касалось стрелка-радиста — его пулемёт уступал в эффективности огня пулемёту, спаренному с пушкой, а рацию в Т-34-85 перенесли к командиру танка. В итоге не стоит удивляться, что Т-34-85 пошёл в бой не с 4, а с 3 танкистами. Так было и с танком Павла Рака. Он, как командир был ещё и наводчиком пушки Д-5Т, а стрелок-радист  Алексей Данилов занял место заряжающего. Механик-водитель Александр Петряев был третьим членом экипажа.
В ночь на 30 июня 1944 года головная походная застава выступила к мосту. Шедший первым танк командира батальона капитана Селина Александра Ивановича прошёл через мост, но был подбит выстрелом артиллерийского орудия противника и загорелся, экипаж погиб. Шедший вторым в колонне танк Т-34-85 Павла Рака, механика-водителя танка Александра Петряева и стрелка-радиста танка Алексея Данилова на большой скорости прошёл через мост, подавив пулемётным огнём артиллерийскую батарею, после чего заминированный мост был взорван. Танки старшего лейтенанта Кузнецова и лейтенанта Юнаева были сожжены ещё до подхода к мосту. Затем немцы взорвали мост через Березину.
На берегу реки танк Павла Рака уничтожил пушечно-пулемётным огнём немецкий бронетранспортёр с пехотой и раздавил гусеницами зенитную батарею, после чего прорвался в глубину немецкой обороны.
Остановив и замаскировав танк в развалинах, экипаж провёл разведку, после чего совершил рейд в центр города, в ходе которого обстрелял здание комендатуры и раздавил запаркованные у подъезда автомашины и штабной автобус.
На железнодорожной станции танк расстрелял паровозы, остановив подготовленный к отправке эшелон.
Позднее танкисты раздавили вторую артиллерийскую батарею.
До 15:30, на протяжении 16 часов экипаж сражался на улицах города. Ими было уничтожено много живой силы и техники врага, что способствовало освобождению города 1 июля советскими войсками. Немецкие войска бросили против экипажа несколько танков и самоходные орудия. В неравном бою воины погибли.
После окончания боя экипаж танка был с почестями похоронен у Минского шоссе.
24 марта 1945 года экипажу танка (командир П. Н. Рак, механик-водитель А. А. Петряев и стрелок-радист А. И. Данилов) было посмертно присвоено Звание Героев Советского Союза.

## Память

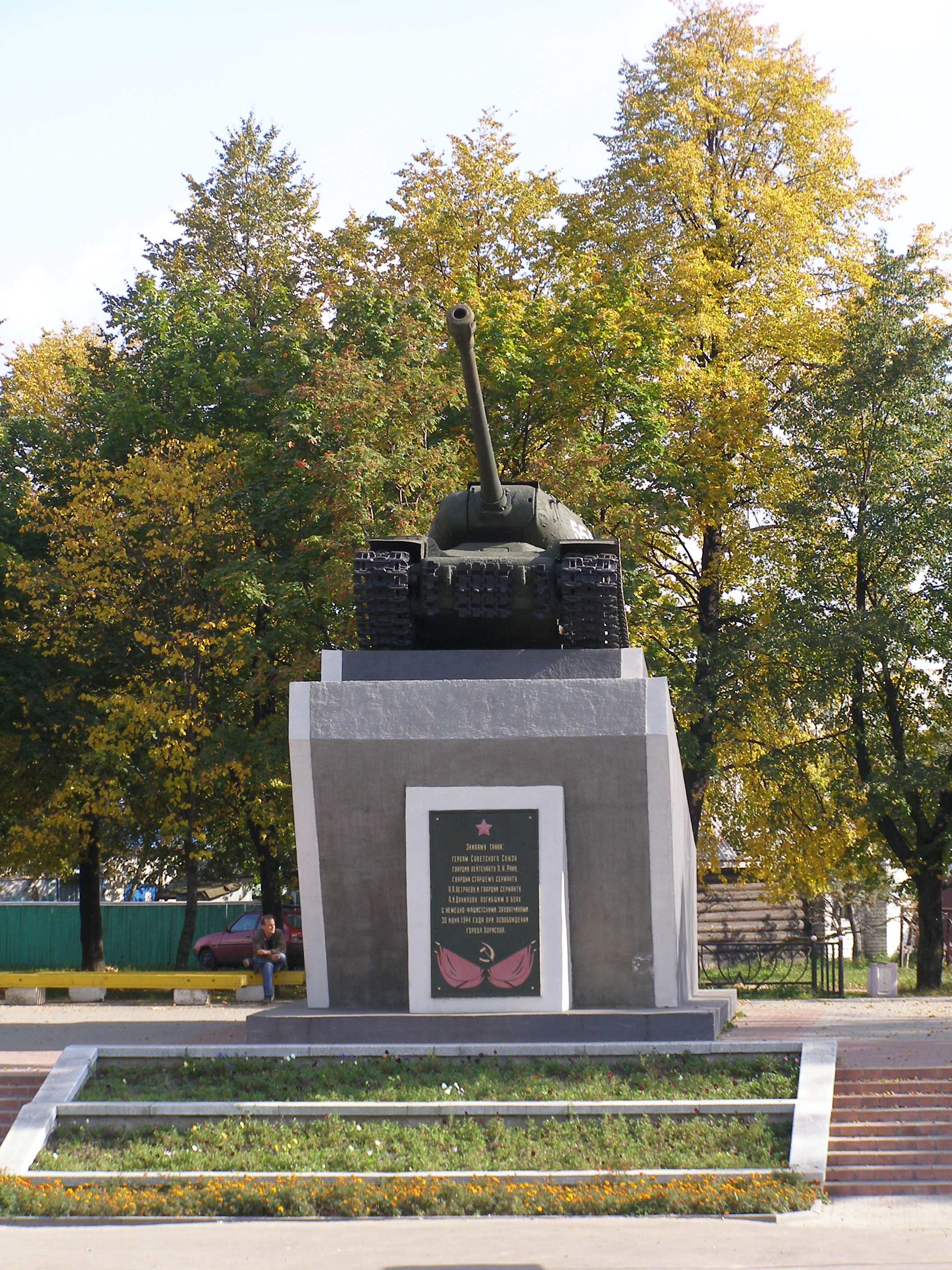
Памятник Павлу Раку в Борисове.

На правом берегу реки Березина в Борисове установлен монумент — легендарный танк Т-34-85, памятник экипажу П. Рака.
Именем Павла Рака были названы школа, пионерская дружина и одна из улиц города Борисов. В его родном селе Карпиловка установлена мемориальная доска.
Приказом Министра обороны СССР Павел Николаевич Рак навечно зачислен в списки 5-й роты Н-ского гвардейского танкового полка.

## Семья
Отец Николай Степанович — председатель колхоза. С началом Великой Отечественной войны оставлен в селе для организации подполья. Погиб.
Мать Меланья Лукьяновна — колхозница, участница первого украинского слёта передовиков.